# Nabil Bousmaha
Nabil Bousmaha (sinh ngày 2 tháng 12 năm 1990) là một cầu thủ bóng đá người Algérie thi đấu cho JS Saoura ở vị trí tiền vệ.